# Joop van Daele
Cornelius Johannes van Daele, conocido como Joop van Daele (Róterdam, 14 de agosto de 1947-7 de mayo de 2025) fue un futbolista neerlandés que jugaba de defensa. Van Daele era muy reconocible en el terreno de juego, ya que usaba gafas, que no son muy habituales en el mundo del fútbol, debido a que era miope desde pequeño.

## Inicios
Van Daele llegó al Feyenoord de Róterdam de pequeño y no llegó a convencer a ningún entrenador, hasta que llegó Ernst Happel. Al principio, comenzó de delantero, pero al no conseguir marcar muchos tantos los técnicos decidieron probarle como central aprovechando su gran altura. Pese a cambiar de posición en el campo, no consiguió la titularidad y en 1969 solicitó su salida del club. El Feyenoord, tasó a Joop van Daele en 90 000 florines neerlandeses (40 840,26 euros) al SVV de Schiedam, precio que le echó para atrás.
Su nombre pasó a la historia durante el partido de vuelta de la final de la Copa Intercontinental de 1970 contra el implacable Estudiantes en Róterdam. Van Daele marcó el gol de la victoria y, durante la celebración, los argentinos le arrancaron las gafas y, supuestamente, Carlos Pachamé las hizo añicos en el campo. El incidente motivó a Toon Hermans a escribir una canción al respecto, grabada por el actor Luc Lutz después de que van Daele se negara a cantarla. Johnny Hoes también publicó un sencillo con «Van Daele de klusjesman» ('Van Daele, el manitas') por un lado y «Waar is de bril van Joop van Daele» ('¿Dónde están las gafas de Joop van Daele?') por el otro.

## Carrera como entrenador
Tras retirarse como jugador, van Daele fue segundo entrenador en sus antiguos clubes Fortuna y Excelsior, antes de ser nombrado entrenador del equipo amateur Papendrecht y primer entrenador del Excelsior.
En 2006, fue nombrado ojeador del Feyenoord.